# Grevillea barklyana
Grevillea barklyana är en tvåhjärtbladig växtart som beskrevs av F. Müll. och George Bentham. Grevillea barklyana ingår i släktet Grevillea och familjen Proteaceae. Inga underarter finns listade i Catalogue of Life.